# Cyrtauchenius longipalpus
Cyrtauchenius longipalpus là một loài nhện trong họ Cyrtaucheniidae. Loài này phân bố ờ Algerije.